# NGC 1753
NGC 1753 (również PGC 16610) – galaktyka spiralna (Sa), znajdująca się w gwiazdozbiorze Oriona. Odkrył ją Lewis A. Swift 31 października 1886 roku.